# Sturmiopsis emdeni
Sturmiopsis emdeni är en tvåvingeart som beskrevs av Louis-Paul Mesnil 1952. Sturmiopsis emdeni ingår i släktet Sturmiopsis och familjen parasitflugor. Inga underarter finns listade i Catalogue of Life.